# Muzyka symfoniczna

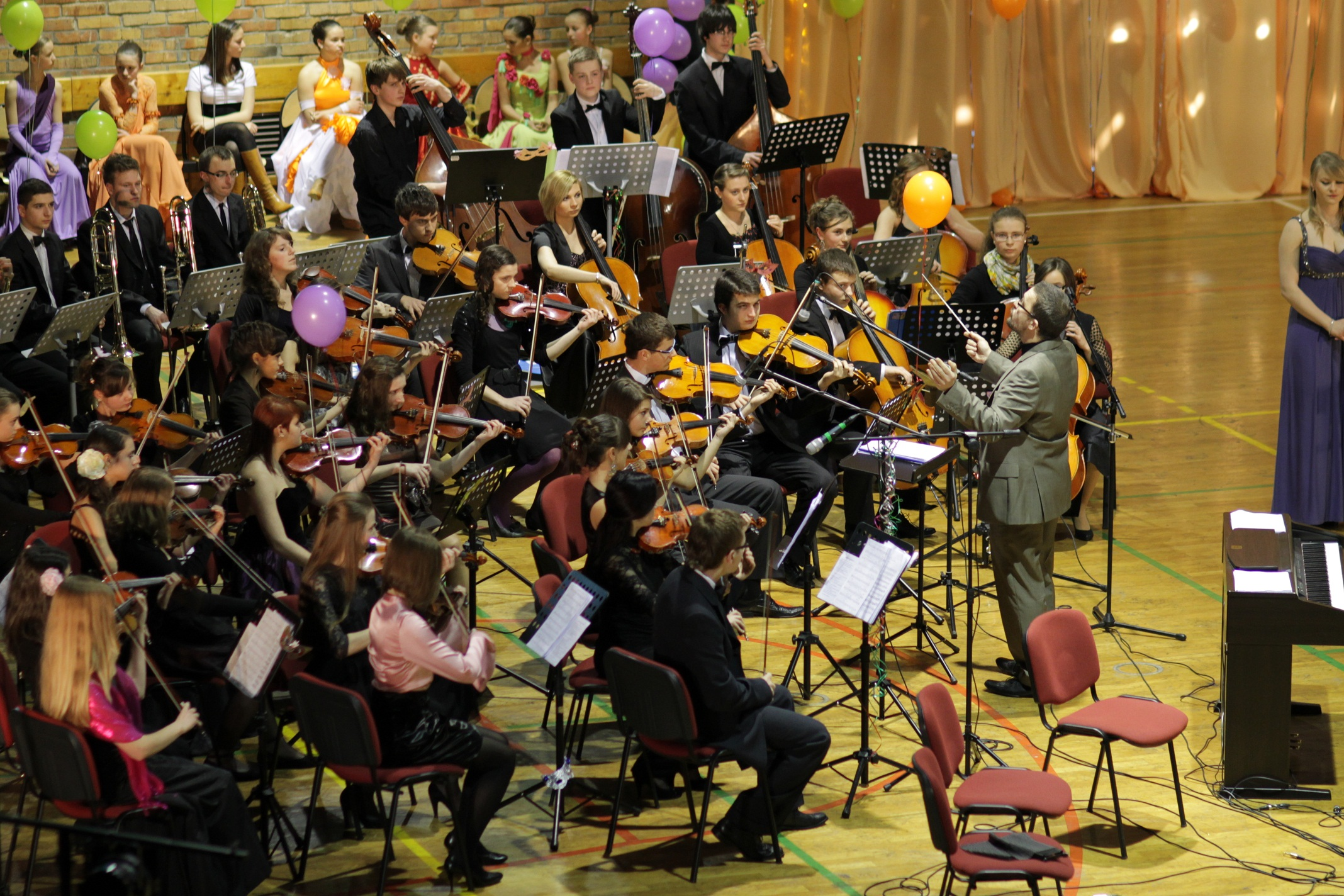
Wykonywanie muzyki symfonicznej

Muzyka symfoniczna – muzyka napisana z przeznaczeniem dla orkiestry symfonicznej.
Muzyka symfoniczna wykonywana jest przez samą orkiestrę lub przez orkiestrę z udziałem solisty. Formami symfonicznymi są: symfonia, suita, uwertura oraz koncert.